# Ben Dale (Virginia Occidental)
Ben Dale es un área no incorporada ubicada dentro del Distrito Courthouse-Collins Settlement, una división civil menor del condado de Lewis (Virginia Occidental), Estados Unidos. Está catalogada como un asentamiento humano por la Junta de Nombres Geográficos de los Estados Unidos.
El número de identificación (ID) asignado por el Servicio Geológico de Estados Unidos es 1553857.

## Geografía
Se encuentra a una altitud de 315 m s. n. m. (1033 pies) según el conjunto de datos de elevación nacional.